# Ganado Jersey

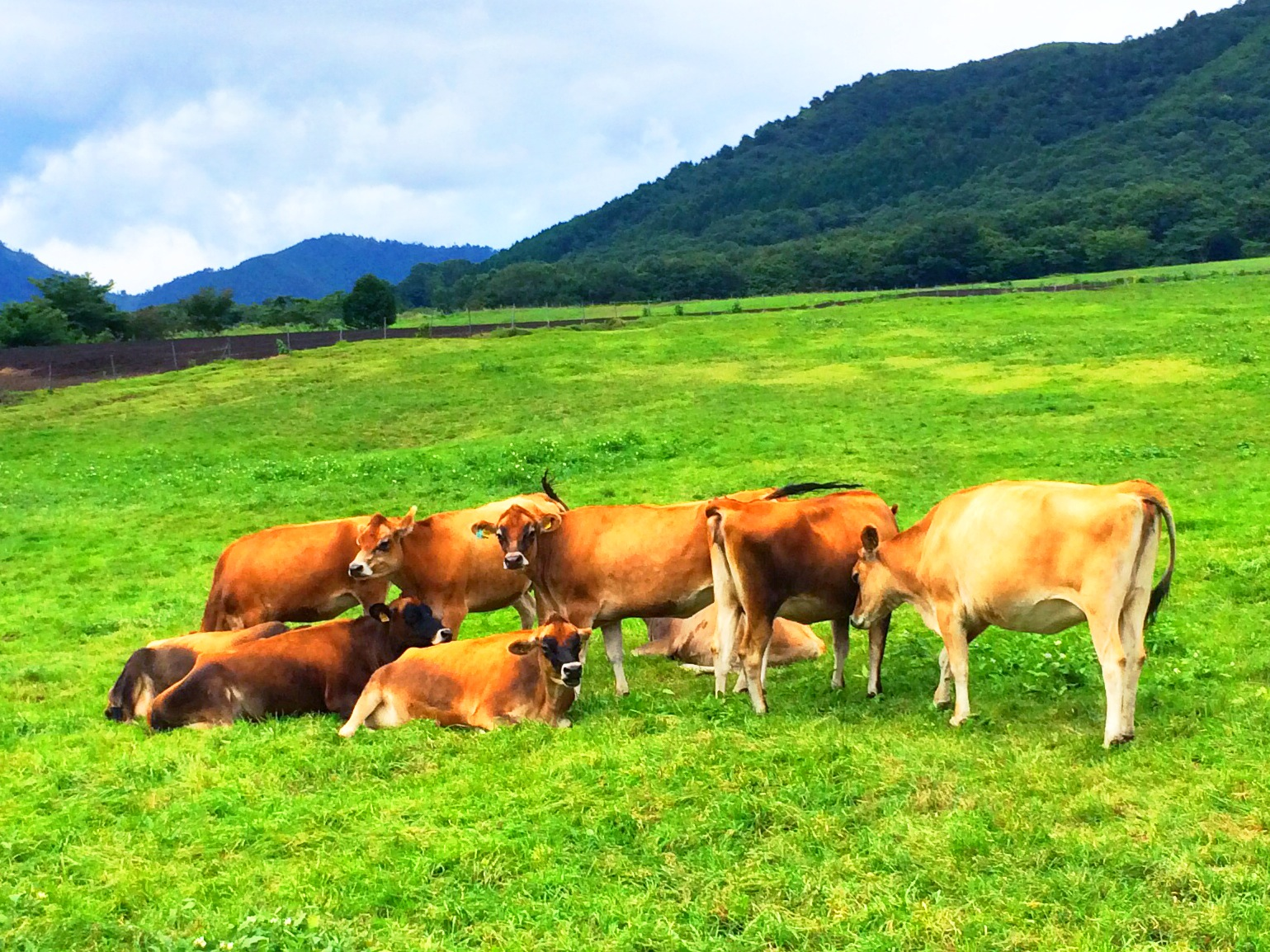
Ganado Jersey (japan)

Jersey es una raza de ganado vacuno británico productor de leche, de pelaje marrón claro, es famosa por el alto contenido graso de su leche y por la docilidad de sus vacas.

## Morfología
El ganado Jersey es relativamente pequeño, pesando las vacas entre 360 a 540 kg, pero es capaz de producir más leche por unidad de peso corporal que cualquier otra raza,[cita requerida] y tiene la eficiencia más alta de conversión de alimento ingerido a leche de todas las razas lecheras;[cita requerida] los toros son también pequeños, pesando entre 540 a 820 kg, y son muy agresivos, lo que dificulta su manejo en confinamiento.
Las vacas Jersey, a causa de su tamaño reducido, carácter dócil y características atractivas, han sido elegidas por algunos aristócratas ingleses para "decorar" sus propiedades campestres con pequeños rebaños. Entre los propietarios famosos de vacas Jersey se encuentra el príncipe ruso Félix Yusúpov quién compró una vaca en Jersey para incorporarla a su colección de mascotas exóticas.[cita requerida]

## Historia de la raza
Tal como sugiere su nombre, la raza Jersey se desarrolló en la isla británica de Jersey en el canal de la Mancha. Aparentemente desciende de ganado vacuno procedente de la zona de Normandía, y fue registrada por primera vez como una raza distinta hacia 1700. Desde 1789, una ley prohibió la importación de ganado a Jersey con la finalidad de mantener la pureza de la raza, aunque la exportación de ganado y semen han sido una importante fuente de ingresos económicos para la isla.
La restricción sobre la importación de ganado fue inicialmente impuesta en 1789 para proteger del colapso el valor de las exportaciones. El Reino Unido no aplicaba impuestos de importación al ganado importado desde Jersey. Por ello el ganado era enviado desde Francia a Jersey y luego reenviado a Inglaterra para evitar los impuestos sobre el ganado francés. El aumento en el suministro de ganado que además algunas veces era de calidad inferior, estaba haciendo que cayera el precio y dañaba la reputación del ganado de Jersey. La prohibición sobre la importación logró que el precio se estabilizara y permitió comenzar un programa científicamente controlado de reproducción.
Sir John Le Couteur estudió reproducción selectiva, su trabajo condujo en 1833 a la creación de la Real Sociedad de Agricultura y Horticultura de Jersey. En aquellos tiempos la raza presentaba un mayor rango de variaciones que hoy en día, por ejemplo los animales tenían colores blanco, marrón oscuro y azul-grisáceo. Dado que las vacas marrón claro eran mejor pagadas, entonces la raza se desarrolló hacia esa característica. Hacia 1910 más de un millar de animales eran exportados anualmente a los Estados Unidos. Hoy es la raza de producción de leche que tiene la mayor tasa de crecimiento.

## Vacas Jersey famosas
- Brown Bessie, se hizo famosa por ser la campeona de la prueba de producción lechera en la Feria mundial de Chicago, produciendo en promedio más de 18 kg de leche por día durante un periodo de cinco meses, y varias veces tuvo un rinde de 1.3 kg de manteca por día.[1]
- La vaca Elsie, es la famosa mascota de los productos lácteos Borden. Su cara aparece en las latas de leche condensada, quesos, y leche envasada de la marca "Eagle".